# 5秒ルール

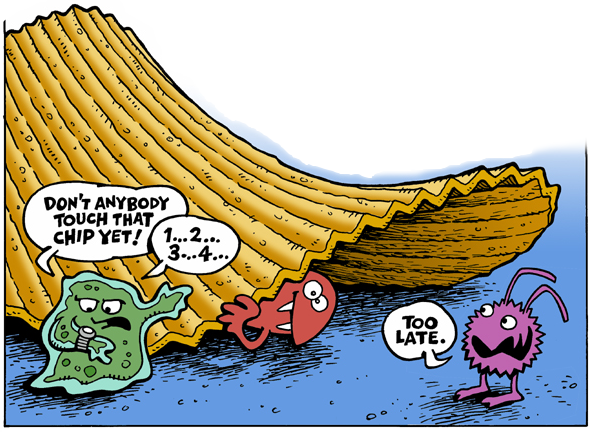
5秒ルールの漫画
「このポテトチップスにはまだ触っちゃいかんぞ! 1...2...3...4...」「もう遅いよ」
w:en:Wikipedia:WikiProject WikiWorldより。

5秒ルール（ごびょうルール）とは、「床や地面に食品を落としたとき、5秒以内に拾えばその食品は菌に汚染されない」という迷信である。
古くから存在している迷信と思われていたが、イギリスのバーミンガムにあるアストン大学の微生物学のアンソニー・ヒルトン教授率いる研究チームは、拾われるまでの時間が食品の安全性に影響を与えることを実証した。食品については日本だけでなく北アメリカからイギリスまで世界的規模で認知されている。
菌に汚染されるとされるまでの時間には違いがあり、3秒ルールや10秒ルールといったものもある。

## 食品について
このルールはクッキーのような嗜好品によく用いられ、「地面に落ちたとしても明らかな汚れがない場合、5秒以内なら悪い菌に感染しない」といった法則である。このルールは立ちながらキャンディーを食べているときなどに有効に働く。例えば、友人にキャンディーを渡すときに誤って落とした場合、気まずい雰囲気が流れるが、それを拾い「5秒ルール」を高らかに宣言することで、あたかも何事もなかったかの如く済ませることが出来る。
5秒ルールはアイスクリームや湿ったキャンディーなど粘着質な食品ではめったに使われない。またトーストがバターを塗った面を下にして落ちた場合や、他人が手をつけた食品にもめったに使われない。多くの実証があるが、その法則の発見者は誰にも知られていない。
実際、比較的きれいな床では安全である（後述の研究を参照）。しかし、5秒間なら汚い床から悪い菌が食品に届かないといった考えは間違いである。問題となるのは目に見える塵や埃といったものよりも悪い菌である。もっとも、両者は相伴っていることが多い。例えば患者が多く運ばれる病院の床は適切に清掃されて綺麗そうに見えるが、実際は汚いというよりも汚染されている（一般家庭より病院や診療所の方が各種雑菌や感冒ウイルスの量が多いというのは消毒業界関係者の間では常識。院内感染も参照）。

## バリエーション
5秒ルールには様々なバリエーションがあり、3秒ルール、10秒ルール、15秒ルールと地域によってばらつきがある。また食品に対する環境や酔っ払いレベルにより、個人による引用のばらつきもある。例えばアメリカの大学の寮では多くの場合、5秒ルールの酔っ払いバージョンである10秒ルールがよく適用される。

## 慣用句
汚れたか、危険が何らかの形で感知される食品を食べる時使用される慣用句が世界中にある。
- O que não mata, engorda.（ポルトガル語："死なせないなら太らせる"）
- Lo que no mata, engorda.（スペイン語："死なせないなら太らせる"）
- Chancho limpio nunca engorda.（スペイン語："綺麗な豚は太らない"）
- Dreck macht Speck.（南ドイツ：2重の意味がある; "ホコリがベーコンを作る"または"ホコリが脂肪を作る"）
- Dreck reinigt den Magen.（ドイツ語："ホコリが胃を綺麗にする"）
- Was Dich nicht umbringt, macht Dich stärker.（ドイツ語："あなたを殺さないものはあなたを強くする"）
- Lite skit rensar magen.（スウェーデン語："胃を綺麗にするホコリもある"）
- Zand schuurt de maag.（オランダ語："砂は胃を綺麗にする"）
- 大菌吃小菌（中国語："大きい菌（人間）は小さな菌を食べる"）
- 不乾不淨 吃了沒病（中国語："ちょっと汚いものを食べても病気にならない"）
- You'll eat a peck of dirt before you die.（英語：人は死ぬまでに1ペック（約9リットル）のホコリを食べる）
- God made dirt, dirt don't hurt.（英語：神はホコリを作りたもうた。故に危害を与えない）
- Зараза к заразе не пристанет. - Zaraza k zaraze ne pristanet.（ロシア語："ホコリはヨゴレなやつに危害を与えない"）.
- Man skal have syv pund skidt om året.（デンマーク語："人は年間7ポンドのホコリを必要とする"）

## 研究
5秒ルールの疫学的調査は2003年にイリノイ大学アーバナ・シャンペーン校の7週間の見習い期間において、当時高校3年生だったジリアン・クラーク（Jillian Clarke）によって行われた。クラークは博士志望のMeredith Agleと共にキャンパス中の様々な床のサンプルを採取して顕微鏡で調べた。彼らは床のかなりの部分はバクテリアを含んでいないことを発見し、結論として多くの場合、「乾いた床」に落ちた食品は安全であることがわかった。
クラークは床が汚染されていた場合の5秒ルールを検証したいと思い、大腸菌を研究室の荒い床とつるつるした床の両方に広げ、グミキャンディー（グミーベア）とクッキーを様々な時間置いてその付着状況を顕微鏡で調べた。その結果、全ての食品において5秒以下の時間でも相当数の菌があった。従って、彼女の研究結果は5秒ルールへの有効な反証となった。
彼女はその研究において、5秒ルールに関する巷間の意見をサンプル抽出法によって調査した。それによると、女性の70 %および男性の56 %において5秒ルールはよく知られており、このルールを適用することによって床に落ちたほとんどの食品は食べられていることがわかった。また、男性よりも女性においてこのルールが適用されやすい傾向にあり、クッキーやキャンディーはブロッコリーやカリフラワーよりもルールを適用されやすいことを発見した。
クラークはこの研究の功績により、2004年度に公衆衛生部門でイグノーベル賞を受賞した。
2005年にはアメリカのテレビ番組『怪しい伝説』の番組中（Episode 39: "Chinese Invasion Alarm, 5 Second Rule"）で、このルールが正しいかどうかの検証がなされた。
食中毒の原因であるサルモネラ菌においても5秒ルールは検証されており、対象食品のソーセージに付着する確率は、タイル上で99%以上、フローリング上で5 - 68%、カーペット上で0.5 %以下という結果が出ている。
ノーベル化学賞受賞の下村脩は床に落ちた食べ物が雑菌だらけであることを顕微鏡で息子にみせた。
アメリカのラトガーズ大学の研究チームは5秒ルールの真偽を幅広く包括的に確認し、交差汚染の原因を完全解明することを目的に、ブロック状に切ったスイカとパン、バターを塗ったパン、グミキャンディーを汚染された床（ステンレス、木材、セラミックタイル、カーペット）の表面上に12.5cmの高さから落とす実験を行った。それぞれの床は、一般的な食品病原体であるサルモネラ菌の付着能を模倣するため、エンテロバクター・アエロゲネスB199Aと呼ばれる細菌でコーティングされた。合計2,560回に及ぶ測定結果から、タイルとステンレスの伝播率が高かった一方で、カーペットに落ちた食品への細菌の伝播が最も起こりにくいことが発見された。また、水分を多く含むスイカは、床から細菌を吸い上げる効果が大きく、反対に、グミキャンディーは、最も汚染に抵抗することが発見された。